# Rifugio Albert Deffeyes
Il rifugio Albert Deffeyes è un rifugio situato nel comune di La Thuile (AO), nel vallone di La Thuile, nelle Alpi Graie, a 2500 m s.l.m.

## Storia
È stato costruito nel 1953 e dedicato a Albert Deffeyes.

## Caratteristiche e informazioni
Si trova ai piedi della vetta Testa del Rutor e del ghiacciaio del Rutor in una conca particolarmente ricca di laghi alpini.
È punto di tappa dell'Alta via della Valle d'Aosta n. 2. Offre inoltre la possibilità di arrampicare quasi a strapiombo sul lago adiacente con diverse vie da grado 5c a 7a.

## Accessi
Dall'abitato di La Thuile si raggiunge la frazione La Joux (1.607 m). Di qui il rifugio è raggiungibile in circa 3 ore. Lungo il percorso di salita si incontrano le tre cascate del Rutor, molto suggestive, e il Lac du Glacier (2140 m).

## Ascensioni
- Testa del Rutor - 3486 m
- Grand Assaly - 3174 m
- Becca Blanche - 3257 m
- Pointe de Loydon - 3147 m
- Flambeau - 3319 m

## Traversate
- Rifugio degli Angeli al Morion - 2916 m
- Refuge du Ruitor - 2032 m